# Federica Falzon
Federica Falzon  es una cantante de Malta que nació el 17 de febrero de 2003 en Malta.
En febrero de 2013 fue seleccionada para participar en el festival Sanremo D.O.C. donde compitió con cantantes italianos y malteses de diferentes edades. Consiguió el primer puesto gracias a su canción La Voix. El 2 de noviembre de 2013, se alzó con la victoria en el festival Ghanja Gmiel is-Seba Noti con la canción Ilwien il-Holqien.
El 19 de abril de 2014 consiguió el triunfo en el concurso musical de talentos "Ti Lascio Una Canzone" de la cadena italiana RAI junto a Vincenzo Carni, su pareja en el programa. Consiguieron ganar cinco de los ocho programas de la edición y en los otros tres quedaron en segunda posición.
El 20 de abril de 2014 fue seleccionada por la cadena TVM para representar a Malta en el Festival de la Canción de Eurovisión Junior 2014 con la canción "Diamonds", logrando el cuarto puesto con 116 puntos.

## Discografía

### Singles
| Año  | Título              | Traducción al español      |
| ---- | ------------------- | -------------------------- |
| 2013 | "Ilwien il-Holqien" | "Colores de la Naturaleza" |
| 2014 | "Diamonds"          | "Diamantes"                |

| Predecesor: Gaia Cauchi con The Start | Malta en el Festival de Eurovisión Junior 2014 | Sucesor: Destiny Chukunyere con Not My Sou |